# Semiothisa pertaesa
Semiothisa pertaesa är en fjärilsart som beskrevs av Louis Beethoven Prout 1932. Semiothisa pertaesa ingår i släktet Semiothisa och familjen mätare. Inga underarter finns listade i Catalogue of Life.